# 大沢基之
大沢 基之（おおさわ もとゆき）は、江戸時代中期から後期にかけての高家旗本。通称は乙二郎、右京。官位は従四位上・侍従、右京大夫。

## 生涯
近藤英用の六男として誕生した。生母は継室の米津政容の娘。初名は定興、基利。
安永5年12月14日（1777年）、大沢定寧の死去により、末期養子として家督を相続する。実父・英用は大沢基隆の次男であり、定寧の叔父であった。安永9年（1780年）11月18日、10代将軍・徳川家治に御目見する。寛政元年（1789年）7月1日、菊間詰となる。寛政4年12月16日（1793年）、高家見習に召しだされて、従五位下・侍従・右京大夫に叙任する。寛政6年（1794年）8月21日、高家職に就く。文化13年（1816年）5月21日、従四位下に昇進する。文化14年（1817年）6月21日、高家肝煎に就任する。文化15年（1818年）1月17日、従四位上に昇進する。
文政5年（1822年）6月18日、死去。享年63。

## 系譜
子女は4男。
- 父：近藤英用
- 母：米津政容の娘 - 継室
- 正室：大沢定寧の長女
- 生母不明の子女
  - 長男：大沢基栄 - もとたか、相模守。室は藤堂高嶷の娘。父に先立ち文政3年（1820年）8月没
  - 次男：大沢基昭 - 前名は基条か
  - 三男：大沢基蒔
  - 四男：大沢基国